# Gilbert Temmerman

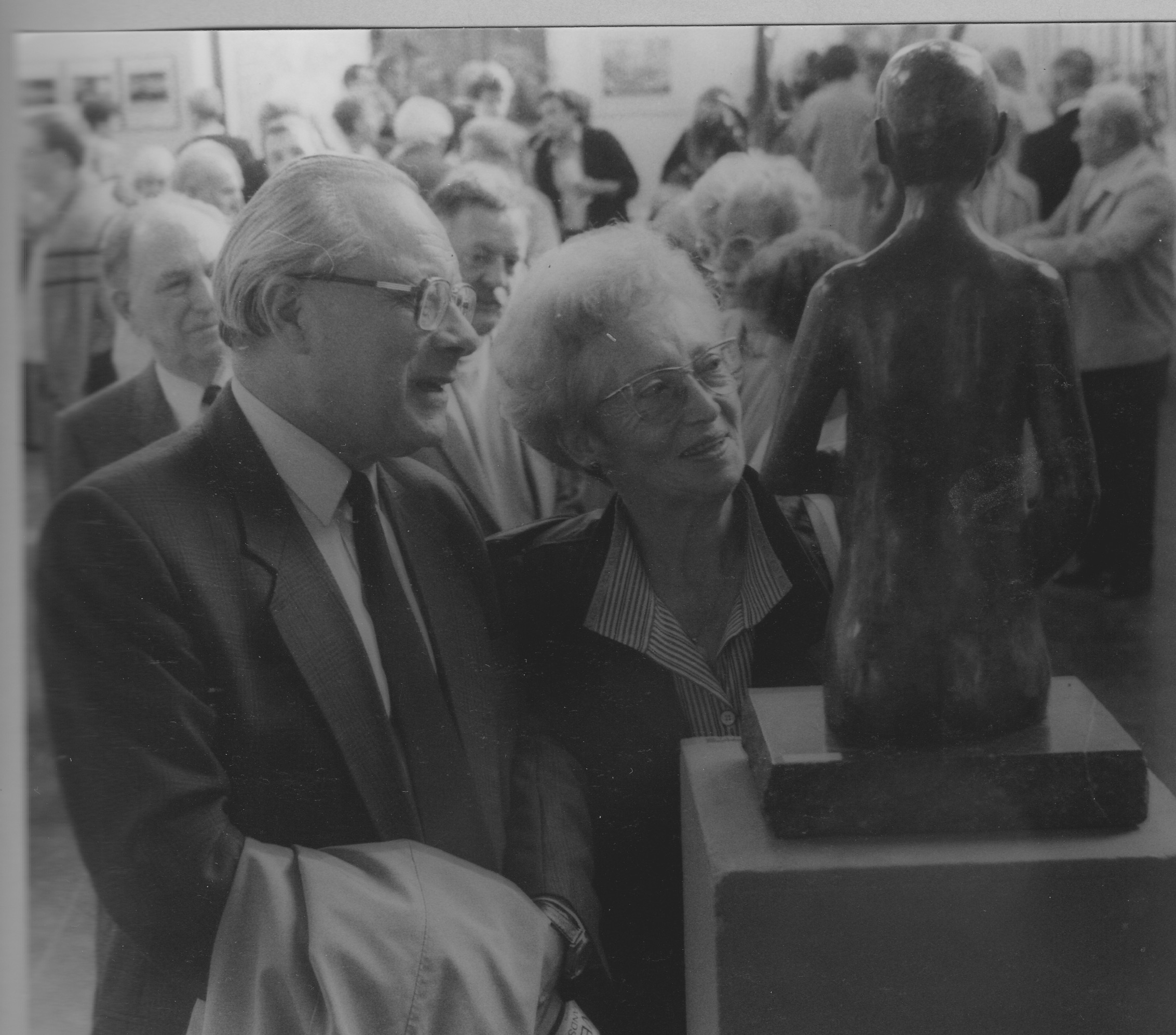
Gilbert Temmerman und seine Frau

Gilbert César Temmerman (* 25. Februar 1928 in Gent-Ledeberg, Ostflandern, Belgien; † 19. Januar 2012) war ein belgischer Politiker der Socialistische Partij Anders (SP.A) und ehemaliger Bürgermeister von Gent.

## Biografie
Nach der Schulausbildung war er Angestellter der Gemeindeverwaltung von Ledeberg, einer Teilgemeinde von Gent, sowie Mitarbeiter der sozialistischen flämischen Tageszeitung Vooruit.
Seine politische Laufbahn begann er 1958 mit der erstmaligen Wahl zum Mitglied des Gemeinderates von Gent, dem er bis 1994 als Vertreter der Belgische Socialistische Partij und der SP angehörte. 1971 erfolgte Wahl zum Schöffen (Beigeordneten) von Gent und bekleidete diese Funktion bis 1976. Zugleich war er zwischen 1971 und 1989 Mitglied der Abgeordnetenkammer und vertrat dort die Interessen der Arrondissements Gent und Eeklo.
Nach seinem Ausscheiden aus der Abgeordnetenkammer war er schließlich von 1989 bis 1994 Bürgermeister von Gent. Am 26. Mai 1992 wurde er für seine Verdienste mit dem Ehrentitel Staatsminister ausgezeichnet.